# Szlovákia hadereje
Szlovákia hadereje fegyveres állami szervezet, amely az ország védelmét látja el. Az ország 2004 óta tagja az Észak-atlanti Szerződés Szervezetének (NATO).

## Szlovákia haderejének néhány összefoglaló adata
- Katonai költségvetés:
  - 624 millió amerikai dollár, a GDP 1,89%-ka (2002)
  - 1,6 milliárd amerikai dollár, a GDP 1,6%-ka (2008)
- Teljes személyi állomány: 15 000 fő, ebbe beleszámolva a 3000 főt számláló központi alárendeltségben lévő intézményeket, egységeket.
- Tartalék: 20 000 fő, ez a nemzetőrség
- Létrehozható állomány: 4700 fő ebbe beleszámítva a rendőrséget és biztonsági erőket 1950 fő, polgári védelmet 1350 fő
- A sorkötelezettséget 2005-ben törölték el. A sorozás eltörléséig 6 hónap volt a szolgálati idő.
- Mozgósítható lakosság: 1,5 millió fő, ebből 1,1 millió fő alkalmas harci szolgálatra.

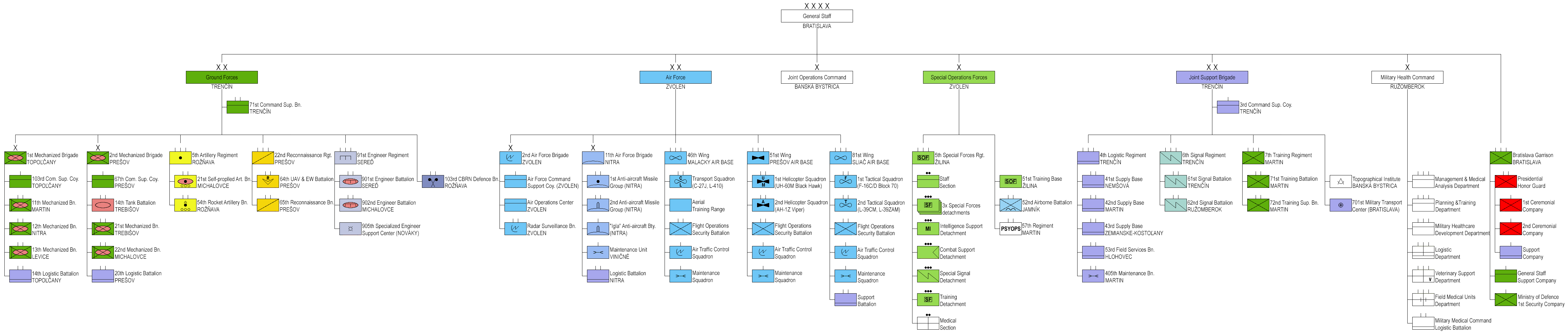
A Szlovákia haderejének felépítése

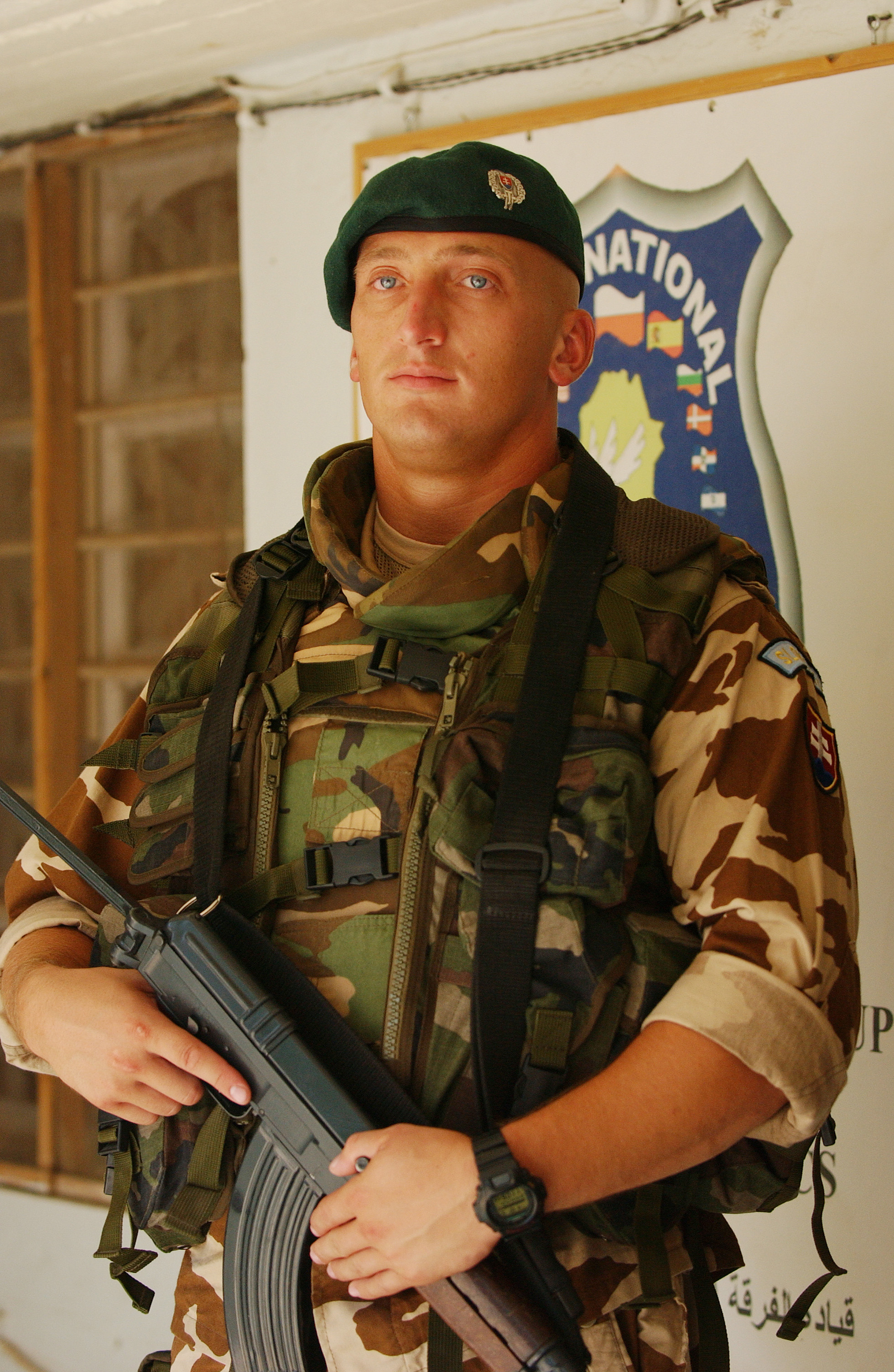
Szlovák katona Irakban (Camp Echo, 2006)

## Új szlovák hadi célok

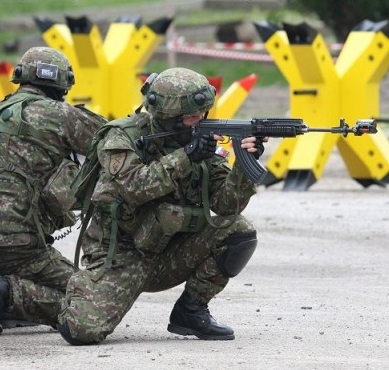
Szlovák katonák

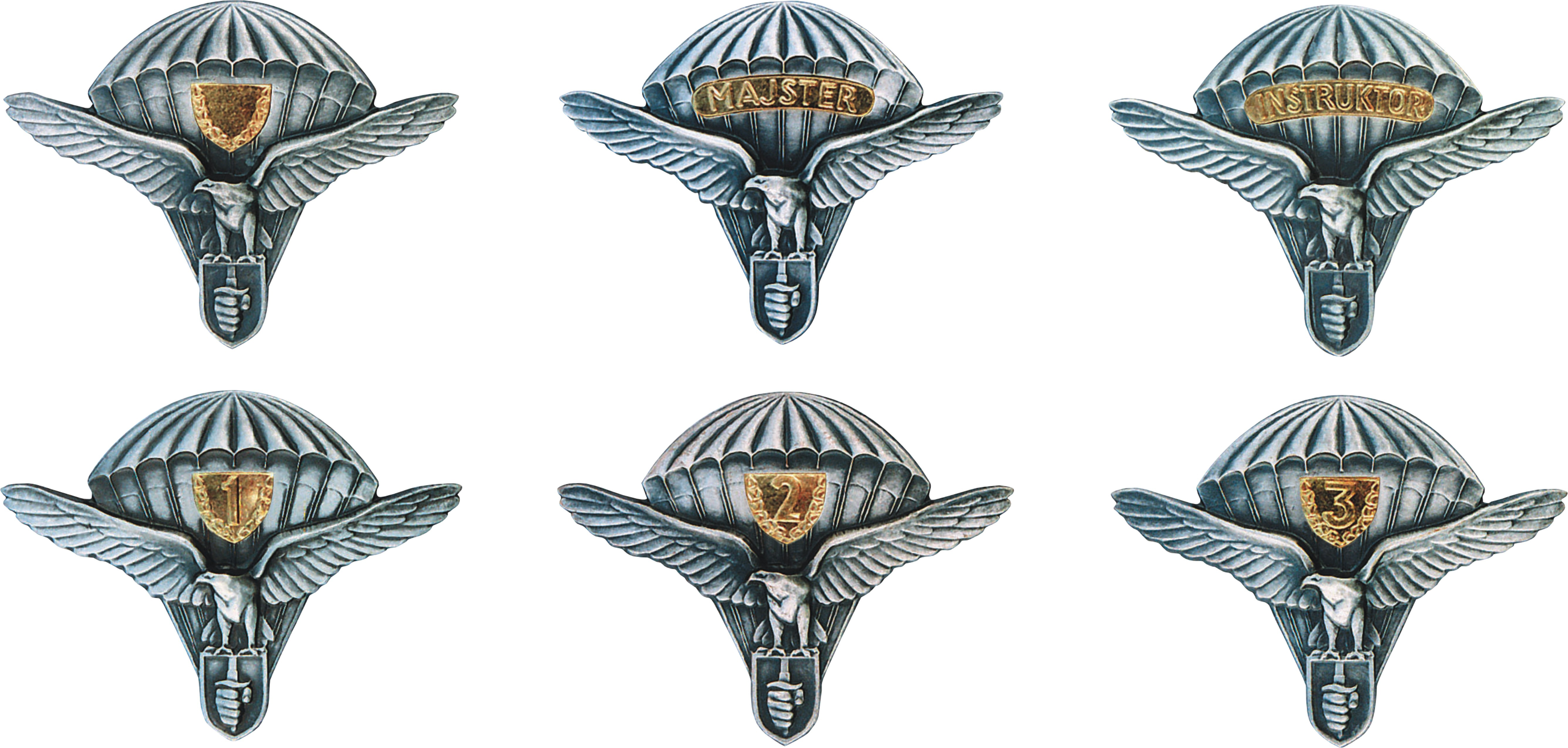
Ejtőernyős jelvények

- Szlovákia 750 katonát akar állomásoztatni NATO, ill. ENSZ kötelékben.
- A szlovák haderő teljes személyi állományát 15 000 főre csökkentették 2011-re.

## Szárazföldi erő

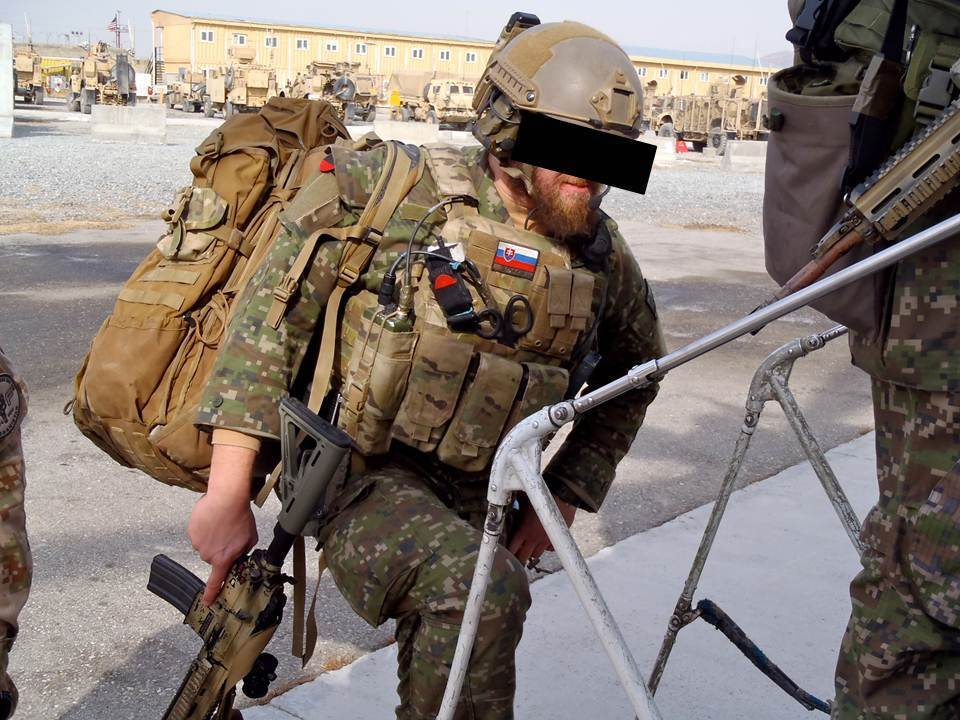
5. Jozef Gabčík Különleges Ezred (Afganisztán)

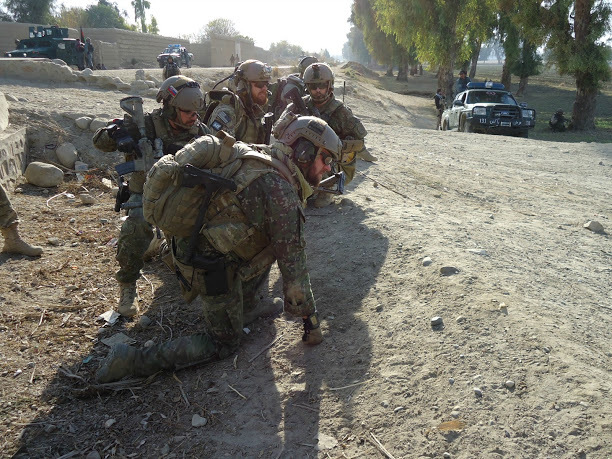
5. Jozef Gabčík Különleges Ezred (Afganisztán)

- 5. Jozef Gabčík Különleges Ezred
- hadtesttörzs
- többnemzetiségű dandártörzs
- 2 gépesített lövész dandár
- 1 rakéta tüzér osztály
- 1 gyors reagálású zászlóalj

## Fegyverzet
- T-72 0 db
- 15 db Leopárd 2a4

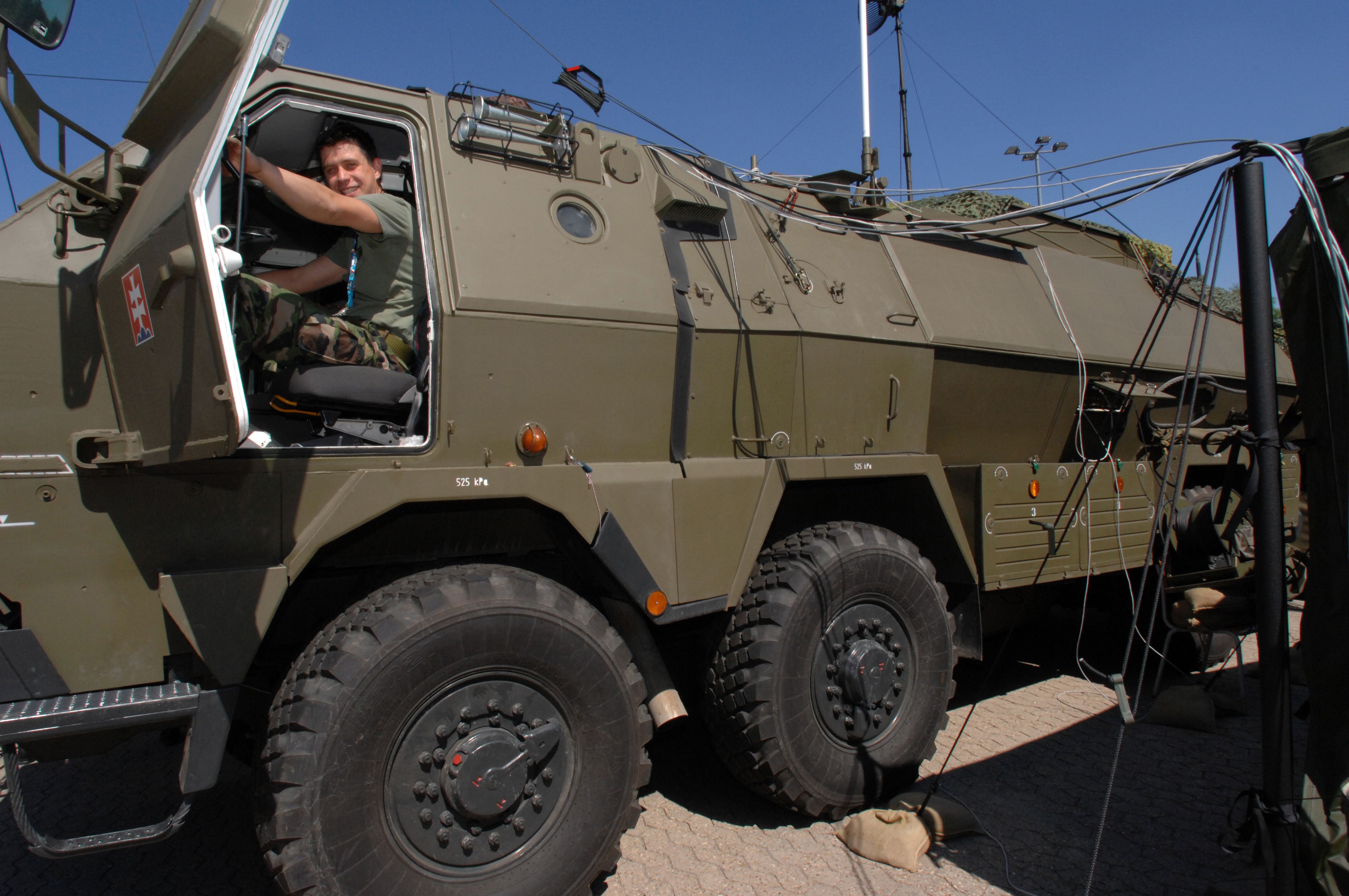
Tatrapan 6×6

- T-72M2 Moderna - csak néhány próbadarab
- 308 db BMP–1- gyalogsági harcjármű
- 291 db BMP–2- felderítő harcjármű
- 71 db BPsV- felderítő harcjármű
- 42 db Aligator 4x4 - páncélozott szállító harcjármű
- 70+ db Tatrapan 6x6- páncélozott szállító harcjármű
- 10 db IVECO LMV - páncélozott szállító harcjármű
- 7 db RG-32M - páncélozott szállító harcjármű
- 205 db OT–90- páncélozott szállító harcjármű
- 7 OT–64- páncélozott szállító harcjármű
- 74 db D–30 vontatott tarack (rendszerből kivonva, konzervált állapotban raktáron)
- 49 db 2SZ1 Gvozgyika (rendszerből kivonva)
- 16 db M–200 Zuzana–2000 155mm 45 cal.
- 155 mm-es 134 db DANA 152mm 45 cal. (rendszerből kivonva)
- 87 db rakéta-sorozatvető- (26 db modernizálva NATO MODULAR 122mm/227mm típussá, a többi rendszerből kivonva)
- 12 db 120 mm-es aknavető
- 466 db páncélelhárító rakéta ( 9M111 Fagot, 9M113 Konkursz, Carl Gustav)
- 200 db 30 mm-es és 57 mm-es légvédelmi löveg (rendszerből kivonva)
- 14 db 2K12 Kub

## Légierő, légvédelem

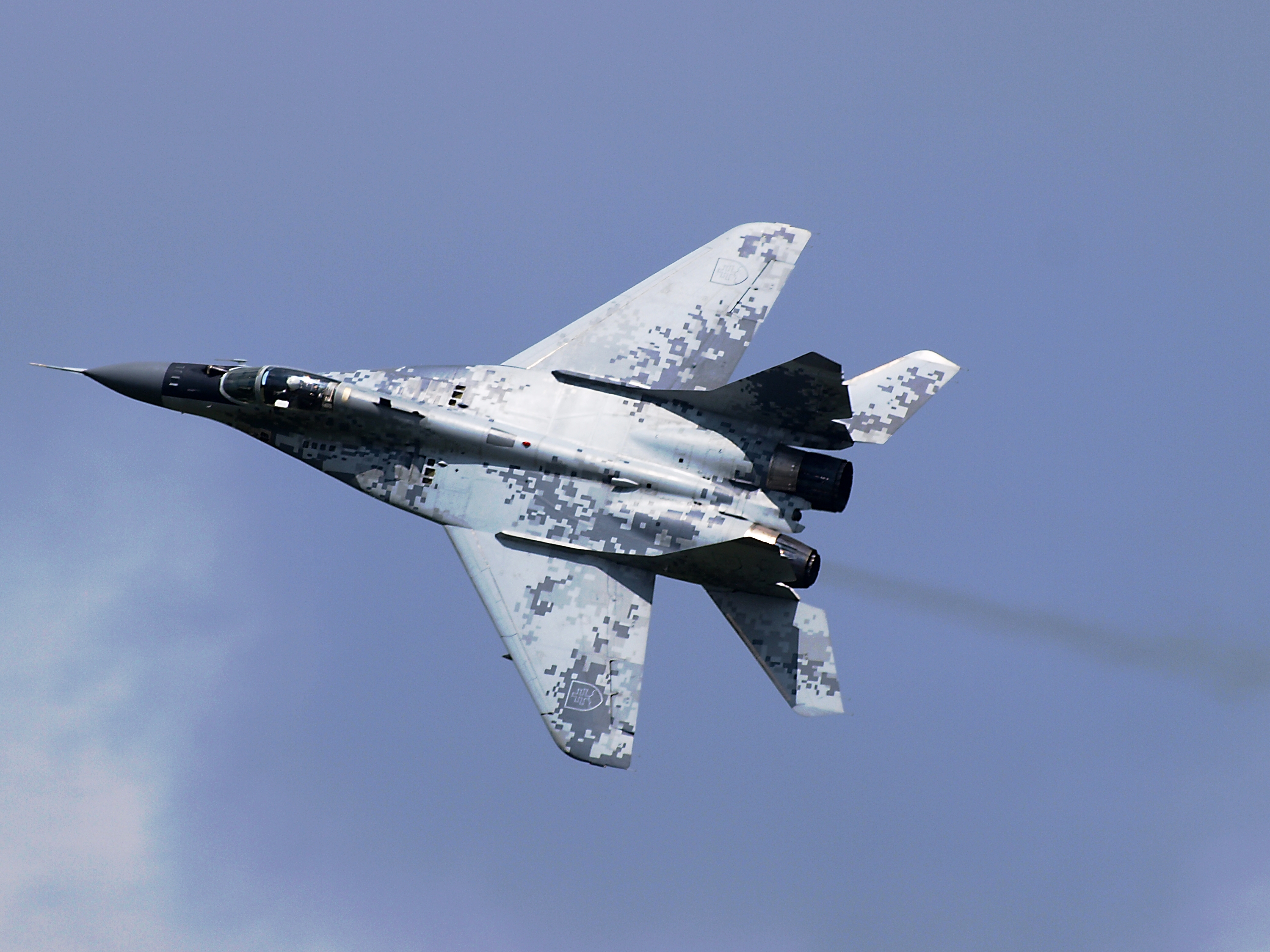
Szlovák MiG-29AS NATO

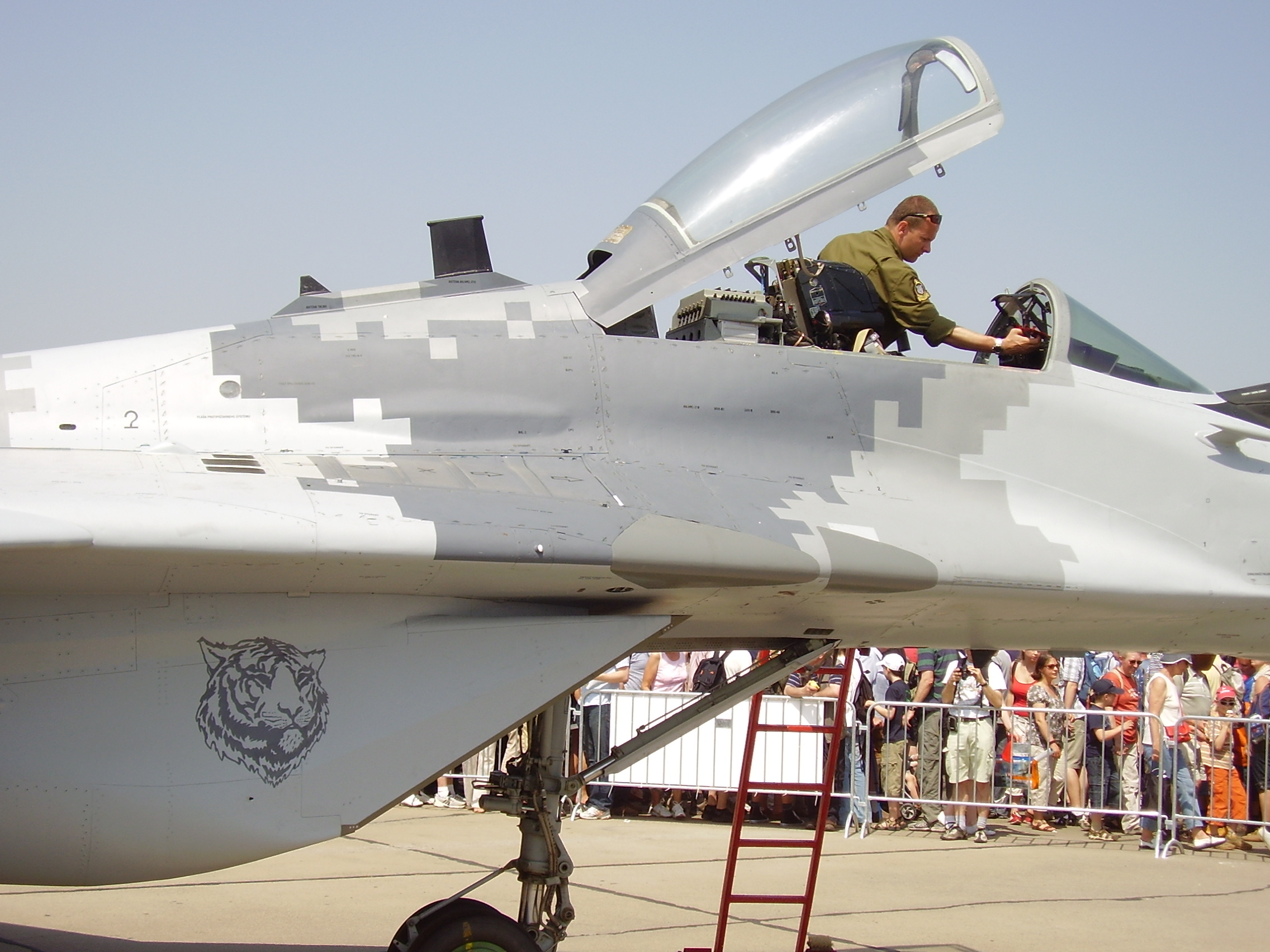
Szlovák MiG-29AS NATO

Rendszerben lévő repülők, helikopterek:
- 0 db MiG- 29 (átadva ukrajnának)
- 14 db F-16
- 2 db An–26
- 7 db L–410M NATO modernizálása
- 15 db L–39 NATO modernizálása
- 6 db Hughes 269
- 14 db Mi–17 NATO modernizálása

Rendszerből kivont eszközök:
- 29 db MiG–21
- 16 db Mi–24 (ezek V és D típusok voltak, 2011-ben kivonták őket)
- 9 db Mig-29 (a 12db gép NATO modernizálása után ezek feleslegessé váltak és kivonásra kerültek)

## Katonai körzetek
- Erdőhát (Záhorie)
- Lest (Lešť)
- Pásztorhegy (Valaškovce)

Erdőhát és Pásztorhegy katonai körzetek (vojenský obvod) erdeibe hadgyakorlat, kiképzés idején tilos belépni, egyébként saját felelősségre szabadon látogathatók. A katonai területek nem tipikus túraövezetek, nagyobb az aknaveszély, mert a második világháborút követően sem aknamentesítették őket.